# زولتان فارغا

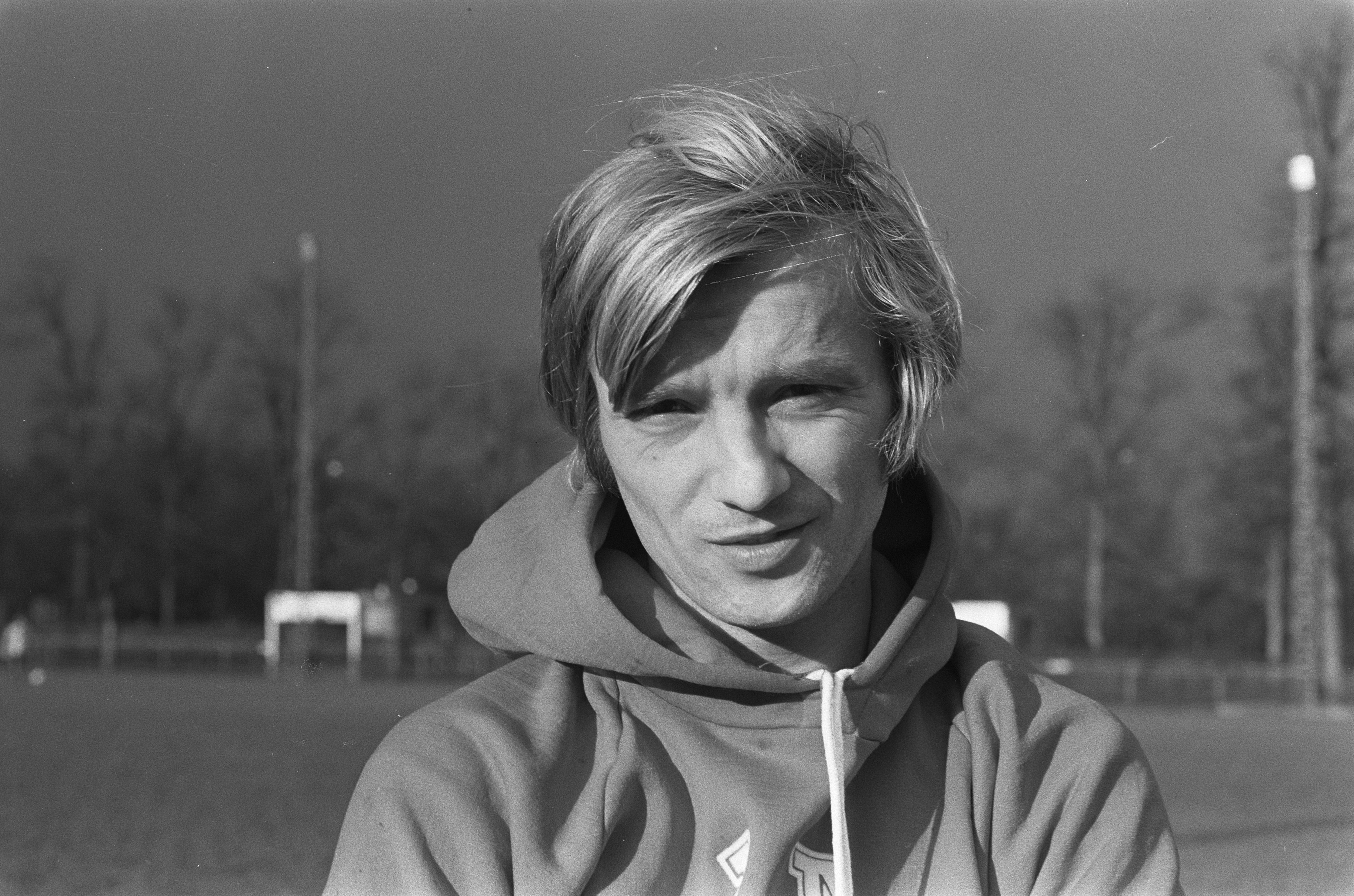
زولتان فارغا

زولتان فارغا (بالمجرية: Varga Zoltán)‏ (1 يناير 1945 - 9 أبريل 2010)، لاعب كرة قدم هنغاري سابق. سبق له اللعب مع نادي فيرينتسفاروشي وبوروسيا دورتموند. كما لعب مع منتخب هنغاريا لكرة القدم.

## روابط خارجية
- زولتان فارغا على موقع الاتحاد الدولي (مؤرشف)  (الإنجليزية)
- زولتان فارغا على موقع الاتحاد الأوربي (الإنجليزية)
- زولتان فارغا على موقع قاعدة بيانات كرة القدم.إي يو (الإنجليزية)
- زولتان فارغا على موقع بيانات كرة القدم. دي إي (الألمانية)
- زولتان فارغا على موقع ناشيونال فوتبول تيمز (الإنجليزية)
- زولتان فارغا على موقع عالم كرة القدم.نت (الإنجليزية)
- زولتان فارغا على موقع اللجنة الأولمبية الدولية (الإنجليزية)
- زولتان فارغا على موقع أوليمبيديا (الإنجليزية)